# Baeocyt
Baeocyt či beocyt je pohyblivá či nepohyblivá endospora některých cyanobakterií (sinic), zejména z řádu Pleurocapsales (pleurokapsální cyanobakterie). U těchto sinic se mateřská buňka mnohonásobně dělí, ale dceřiné buňky zůstávají uvnitř buněčné stěny mateřské buňky. Následnou rupturou stěny mateřské buňky se uvolní nové baeocyty, které po určité době mohou opět dorůstat.